# Бартов, Александр Владимирович
Александр Владимирович Бартов (29 ноября 1951, СССР, Лысьва, Пермская область — 2019) — российский художник, член Союза художников России, постоянный участник выставок в Москве и за рубежом. Работы находятся в частных собраниях России, Англии, США, Германии и Франции.

## Биография
Родился 29 ноября 1951 года на Урале, в г. Лысьва, Пермской области. Учился в Ленинградском высшем художественно — промышленном училище им. В. И. Мухиной по специальности монументально — декоративное искусство. Жил и работал в Санкт-Петербурге.
В творческой жизни художника был период, который можно назвать «иконописным». Бартов впервые в России создал многоярусные росписи образов Царственных мучеников и Новомучеников Российских в часовне Спасо-Преображенского Валаамского монастыря. Им разработаны проекты нескольких иконостасов, прориси хоругвей, образы святых, оставшихся и ныне лучшими образцами для почитания и назидания верующим (Святителя Николая Мирликийского, крестителя Руси Святого князя Владимира, Преподобного Серафима Саровского, Святого праведного Иоанна Крондштадтского, Преподобномученицы Марии Гатчинской и другие).
Талант иконописца запечатлен и в книжной графике («Письма Святых Царственных мучеников из заточения», «Знамения Божии от святых икон»…). Увлёкшись искусством дизайна, художник выполнил ряд работ, которые в некоторой мере соотнесены с его религиозной художественной практикой, но уже отмечены яркой экспрессивной индивидуальностью.
Произведения Александра Бартова, будь то живопись, графика, мозаика, керамика, роспись тканей или проекты оформления интерьеров(ресторан «Магриб», С-Петербург; СПА комплекс клуба «РА», С-Петербург; оздоровительный комплекс «Аркадия», пос. Репино, «Консульская деревня»; ресторан «Чинар», С-Петербург; Дом ткани «Тиссура», Москва; рыболовная гостиница «Varzina River Club», река Варзина, Мурманская обл.), стали знаковым явлением на художественном рынке; их выделяет высокий уровень, изысканность эстетических предпочтений и неограниченная вариативность сюжетов. Бартов всегда старался искать новую образность, а в более широком смысле и новую концептуальную тематику.

## Творчество и выставки
- 1973—1976 гг.-участие в городских и областных выставках (г. Пермь).
- 1983—2009 гг.-участие в выставках Союза художников (Санкт-Петербург).
- 2001 г.-лауреат «Narva sugis 2001» (г. Нарва, Эстония)
- 2002 г.-лауреат конкурса цифровой фотографии Эстонии (г. Таллинн).
- 2006 г.-персональная выставка «Искусство бесконечного» (Санкт — Петербургская художественно-промышленная академия им. А. Л. Штиглица).
- 2007 г.-участие в выставке XVI Международного фестиваля искусств «От авангарда до наших дней» (Санкт-Петербург).
- 2012 г.-выставки: «Из жизни деревьев», «Миражи Исландии» (Галерея современного искусства Дмитрия Семёнова, Санкт-Петербург)[5].
- 2013 г.-персональная выставка в галерее «ZEPPELIN» (г. Москва)[6].
- 2014 г.-участие в выставке «Шумотрон» в галерее «Эрарта» (Санкт-Петербург).
- 2016 г.-персональная выставка «Эстетика бесконечного» в бизнес-центре «АТРИО» (Санкт-Петербург).